# Ramón Hernández
Ramón Hernández Cruz (San Juan, 16 juli 1972) is een voormalig volleyballer en beachvolleyballer uit Puerto Rico. Hij nam eenmaal deel aan de Olympische Spelen en won een bronzen medaille bij de Pan-Amerikaanse Spelen.

## Carrière

### Zaal
Hernández speelde in het universiteitsteam van Penn State van 1991 tot en met 1994, met wie hij in 1994 het NCAA-kampioenschap won. Penn State was destijds het eerste team dat niet uit Californië kwam, die het kampioenschap wist te winnen. In 1993 won Hernández met Puerto Rico de zilveren medaille bij de Centraal-Amerikaanse en Caraïbische Spelen in Ponce.

### Beach
Hernández debuteerde in 1994 met Enrique Lopez in de FIVB World Tour bij het toernooi van Carolina. In 1995 en 1996 namen Hernández en Lopez in totaal deel aan drie FIVB-toernooien. In november 2002 won Hernández met Raúl Papaleo de gouden medaille bij de Centraal-Amerikaanse en Caraïbische Spelen in San Salvador door de Mexicanen Juan Rodríguez en Tomás Hernández in de finale te verslaan. Het duo speelde vervolgens drie seizoenen in de World Tour. Het eerste jaar namen ze deel aan acht reguliere toernooien met een negende plaats in Stavanger als beste resultaat. In Santo Domingo wonnen ze bij de Pan-Amerikaanse Spelen de bronzen medaille tegen de Amerikanen David Fischer en Brad Torsone. Bij de wereldkampioenschappen in Rio de Janeiro bereikten ze de achtste finale, die verloren werd van de Zwitserse broers Martin en Paul Laciga. In 2004 deden Hernández en Papaleo mee aan veertien toernooien in de World Tour met twee negende plaatsen (Budva en Carolina) als beste resultaat. Het tweetal had zich bovendien geplaatst voor de Olympische Spelen in Athene. Daar strandden ze na drie nederlagen in de groepsfase.
Het jaar daarop speelden Hernández en Papaleo dertien toernooien in de mondiale competitie waarbij ze niet verder kwamen dan twee zeventiende plaatsen. Bij de WK in Berlijn verloren ze in de tweede ronde van het Braziliaanse duo Harley Marques en Benjamin Insfran, waarna ze in de herkansing werden uitgeschakeld door de Noren Kjell Arne Gøranson en Martin Engvik. Na het seizoen gingen Hernández en Papaleo uit elkaar. In 2008 speelde het duo opnieuw samen en wonnen ze het NORCECA-toernooi van Carolina. Dat was tevens het laatste internationale optreden van Hernández.

## Palmares
Kampioenschappen zaal
- 1993:  Centraal-Amerikaanse en Caraïbische Spelen

Kampioenschappen beach
- 2002:  Centraal-Amerikaanse en Caraïbische Spelen
- 2003:  Pan-Amerikaanse Spelen
- 2003: 9e WK